# Destination (FictionJunction YUUKAのアルバム)
『Destination』（ディスティネーション）は、FictionJunction YUUKAの1枚目のアルバムである。初回限定盤は、プロモーションビデオ・メイキング・コマーシャル映像が入ったDVD付き。

## 収録曲
1. I'm here
テレビアニメ『MADLAX』挿入歌
「inside your heart」カップリング曲
2. destination
3. nowhere
テレビアニメ『MADLAX』挿入歌
「瞳の欠片」カップリング曲
4. 暁の車
テレビアニメ『機動戦士ガンダムSEED』挿入歌
3枚目のシングルのタイトル曲
5. 誰もいない場所
6. 聖夜
7. しずかなことば
8. ふたり
9. 瞳の欠片
テレビアニメ『MADLAX』オープニング主題歌
1枚目のシングルのタイトル曲
10. nostalgia
11. inside your heart
テレビアニメ『MADLAX』エンディング主題歌
2枚目のシングルのタイトル曲